# نیروی هوایی دهم
نیروی هوایی دهم (انگلیسی: Tenth Air Force) واحدی از نیروی هوایی ایالات متحده آمریکا، به‌طور خاص یک نیروی هوایی شماره‌دار از فرماندهی ذخیره نیروی هوایی است. نیروی هوایی دهم در پایگاه هوایی نیروی دریایی فورت ورث، پایگاه ذخیره مشترک/کارسول فیلد، در ایالت تگزاس قرار دارد.
این نیرو فعالیت‌های ۱۴۰۰۰ ذخیره نیروی هوایی و ۹۵۰ غیرنظامی مستقر در ۳۰ تأسیسات نظامی در سراسر ایالات متحده را هدایت می‌کند. واحدها و هواپیماهای نیروی هوایی دهم در درجه اول توسط نیروهای هوایی رزمی، به ویژه فرماندهی نبرد هوایی و تعداد کمتری نیز توسط فرماندهی تهاجم جهانی نیروی هوایی، نیروهای هوایی اقیانوس آرام، ستاد فرماندهی عملیات‌های ویژه نیروی هوایی و فرماندهی آموزش و تمرین هوایی به دست آمده است. علاوه بر این، واحدهای دهم نیروی هوایی، ماهواره‌ها را برای فرماندهی فضایی نیروی هوایی در حمایت از وزارت دفاع و اداره ملی اقیانوسی و جوی به پرواز درمی‌آورند.
نیروی هوایی دهم، نیروی هوایی رزمی ارتش ایالات متحده آمریکا (نیروی هوایی نیروی زمینی ایالات متحده آمریکا) بود که برای عملیات چین، برمه، هندوچین و هند در طول جنگ جهانی دوم در جبهه چین برمه و هند ایجاد شد. این نیرو در ۱۲ فوریه ۱۹۴۲ در دهلی نو، هند، پیرامون هسته‌ای از پرسنل نیروی هوایی که تازه از جاوه و فیلیپین آمده بودند، تحت فرماندهی سرلشکر (بعدها سپهبد) لوئیس بررتون تأسیس شد. در سال‌های پس از جنگ جهانی دوم، نیروی هوایی دهم هم به دفاع هوایی ایالات متحده تحت فرماندهی سابق پدافند هوایی و فرماندهی دفاع هوافضا و نیز به برنامه‌های آموزش و آمادگی ذخیره تحت نظارت نیروی هوایی ذخیره و فرماندهی نیروی هوایی ذخیره خدمت کرده است.